# 波蒂奇鎮區 (密蘇里州新馬德里縣)
波蒂奇鎮區（英語：Portage Township）是位於美國密蘇里州新馬德里縣的一個行政鎮區。

## 地方資料
波蒂奇鎮區的面積為161.40平方千米，當中陸地面積為160.11平方千米，而水域面積為1.28平方千米。根據2020年美國人口普查的數據，當地共有人口3289人，而人口密度為每平方千米20.38人。